# Carstairs (stacja kolejowa)
Carstairs (ang: Carstairs railway station) – stacja kolejowa w Carstairs, w hrabstwie South Lanarkshire, w Szkocji, w Wielkiej Brytanii. Jest główną stacją węzłową na West Coast Main Line (WCML), znajduje się blisko punktu, w którym zbiegają się linie z London Euston do Glasgow Central Station i Edynburga. Zbudowany pierwotnie przez Caledonian Railway, dworzec obsługiwany jest dziś przez First ScotRail w imieniu Strathclyde Partnership for Transport (SPT).